# Acontia lanceolata
Acontia lanceolata är en fjärilsart som beskrevs av Augustus Radcliffe Grote 1879. Acontia lanceolata ingår i släktet Acontia och familjen nattflyn. Inga underarter finns listade i Catalogue of Life.